# Ny våg Records

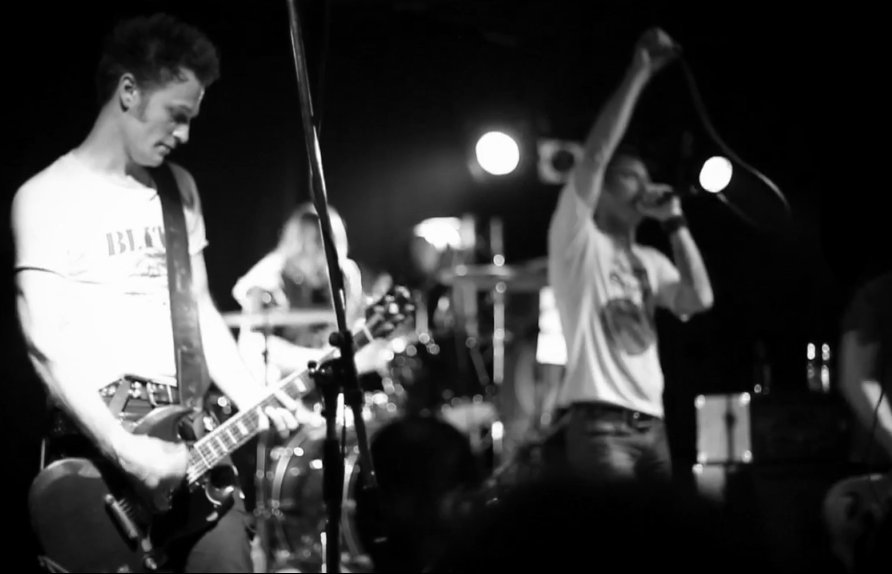
AC4

Ny våg Records är ett skivbolag, bildat 2005 av bl.a. Dennis Lyxzén och Inge Johansson. Skivbolagets utgivning är främst centrerat kring Umeå och ger ut skivor inom punk- och hardcoregenren.
2009 fick bolaget ett bidrag på 14 000 SEK av NNBKS – Norrländskt nätverk för befrämjande av kulturellt slammer.
Ny Vågs skivor distribueras av bland annat Sound Pollution.

## Diskografi
- (Nyvåg #001) REGULATIONS - Regulations LP/CD[2]
- (Nyvåg #002) KNUGEN FALLER - Inte som ni 7" (tillsammans med Cage Match Federation)
- (Nyvåg #003) THE LOST PATROL BAND - The Lost Patrol Band LP
- (Nyvåg #004) RANDY - Randy The Band LP (tillsammans med Cage Match Federation)
- (Nyvåg #005) THE VICIOUS - The Vicious 12" (tillsammans med Cage Match Federation)
- (Nyvåg #006) REGULATIONS - Electric Guitar LP/CD (tillsammans med Cage Match Federation)
- (Nyvåg #007) THE LOST PATROL BAND - Automatic Kids 7"
- (Nyvåg #008) THE VICIOUS - Alienated LP/CD (tillsammans med Cage Match Federation)
- (Nyvåg #009) THE LOST PATROL BAND - Automatic LP/CD
- (Nyvåg #010) KNUGEN FALLER - Lugna Favoriter LP/CD (tillsammans med Cage Match Federation)
- (Nyvåg #011) STEFAN & THE PROBLEMATIX 7" (tillsammans med P.Trash Records)
- (Nyvåg #012) THE MOST - Face the Future 7"
- (Nyvåg #013) BOMBETTES - What's Cooking Good Looking 7"
- (Nyvåg #014) (INSURGENT KID - Bad DNA 7" OBS! aldrig släppt)
- (Nyvåg #015) REGULATIONS - Different Needs 7"  (tillsammans med P.Trash Records)
- (Nyvåg #016) KOMMUNEN - Den Svenska Modellen 7" (tillsammans med Twice The Speed Records, Wasted Sounds och Hardware Records)
- (Nyvåg #017) THE MOST - Moderation In Moderation 7"
- (Nyvåg #018) TRISTESS - Hög & Låg Blues LP/CD
- (Nyvåg #019) EPIDEMICS - Waking Up The Dead LP (tillsammans med Thrashbastard Records)
- (Nyvåg #020) V/A - Umeå Vråljazz Giganter LP/CD[3]
- (Nyvåg #121) MASSHYSTERI - Vår Del Av Stan LP/CD
- (Nyvåg #122) BOMBETTES - You Have No Chance, Lance! 7"
- (Nyvåg #123) AC4 - AC4 LP/CD[4]
- (Nyvåg #124) MATTIAS ALKBERG - Nerverna LP
- (Nyvåg #125) REGULATIONS - To Be Me LP/CD (tillsammans med P.Trash Records)[5]
- (Nyvåg #126) INVASIONEN - Hela Världen Brinner LP
- (Nyvåg #127) MASSHYSTERI - Masshysteri LP/CD
- (Nyvåg #128) BOMBETTES - Get out of my trailer, Sailor! LP/CD
- (Nyvåg #129) INVASIONEN - Arvegods 12"
- (Nyvåg #130) UX VILEHEADS - Hardcore XI LP
- (Nyvåg #131) MATTIAS ALKBERG - Anarkist LP[6]
- (Nyvåg #132) ALONZO & FAS 3 - Dansa Som En Fjäril 7"
- (Nyvåg #133) AC4 - Burn The World LP/CD (tillsammans med Deathwish Inc.[7])